# Jeremiah Wood
Jeremiah Wood (Akron, 25 gennaio 1985) è un cestista statunitense.

## Palmarès

### Squadra
- Campionato finlandese: 1

Vilpas Vikings: 2020-21
- Campionato paraguaiano: 1

Deportivo San Jose: 2024

### Individuale
- Korisliiga MVP straniero: 1

Vilpas Vikings: 2020-21
- Korisliiga MVP finali: 1

Vilpas Vikings: 2020-21